# Dominicus Pahr
Dominiucus Pahr, död 1602, var en tysk-svensk byggnadsmästare. Han var son till Jakob Pahr och bror till byggmästarna Franciscus Pahr, Johan Baptista Pahr och Kristoffer Pahr.
Dominicus dyker upp i källorna första gången som assistent till brodern Johan Baptista, sedan denne fått ansvaret för ombyggnationen av Kalmar slott 1572. Sedan brodern rymt från sin tjänst 1574, tog Dominicus över ledningen, och ledde fram till sin död ombyggnationerna i Kalmar och Borgholms slott.